# Liga a VI-a
Liga a VI-a este al șaselea eșalon fotbalistic din România.Competițiile se dispută la nivel județean și sunt organizate de fiecare asociație județeană în parte.

## Participanții
- Liga a VI-a Arad
- Liga a VI-a Dâmbovița
- Liga a VI-a Dolj
- Liga a VI-a Harghita
- Liga a VI-a Mureș
- Liga a VI-a Prahova
- Liga a VI-a Timiș

## Echipe notabile
Echipele performere, care au câștigat campionatul de cele mai multe ori, din fiecare ligă.
| Județul Arad - Gloria Arad | Județul Timiș - AS FC Jebel - ACS ASU Politehnica Timișoara II - CSC Olimpia Bucovăț - CS Timișul Șag - AS Olimpia Darova - CS FC Chișoda - ACS Fortuna Becicherecu Mic\|Fortuna Becicherecu Mic - Ripensia Timișoara |